# Ryan Thompson
Ryan Thompson (Kingston, 1985. január 7. –) jamaicai labdarúgó, az amerikai Pittsburgh Riverhounds kapusa.